# Wólka Grądzka
Wólka Grądzka – wieś w Polsce położona w województwie małopolskim, w powiecie dąbrowskim, w gminie Mędrzechów.
W latach 1975–1998 miejscowość administracyjnie należała do województwa tarnowskiego. Integralne części miejscowości: Bór, Dwór, Krzywe Góry, Zającowe Góry.